# Joaquin Jimenez
Joaquin Jimenez (Saumur, 23 ottobre 1956) è un medaglista e pittore francese.

## Biografia
Dopo aver ricevuto una formazione classica in lettere e belle arti diventa medaglista per Monnaie de Paris nel 1986.
Nel 1999 ha disegnato le monete da 1 e 2 euro delle monete euro francesi con l'albero della vita racchiuso in un esagono.
Nel 2008 viene insignito del titolo di Cavaliere dell'Ordine delle arti e delle lettere.